# Farber
Farber – miasto w Stanach Zjednoczonych, w stanie Missouri, w hrabstwie Audrain.